# Gynekomastie
Gynekomastie je benigní zduření mužských prsou (vzácně pouze jednoho prsu). Projevem je koncentrické zvětšení prsní žlázy nebo stromatu.
Může být projevem normálního fyziologického vývoje v určitých obdobích života. Objevuje se u novorozenců, jako důsledek zvýšené hladiny estrogenů, které novorozenec získal přes placentu od matky. Dále se prsní žláza u mužů přechodně zvětšuje během puberty a ve vyšším věku, kdy gynekomastie bývá podmíněna pravděpodobně zvýšenou přeměnou androgenů na estrogeny v tkáních. Především ale gynekomastie postihuje mladé muže ve věku kolem 20–25 let.
V případě prokázané gynekomastie se prsní tkáň odstraňuje chirurgicky – drobným řezem kolem dvorce. Zákrok probíhá v celkové anestezii, tudíž po něm standardně následuje alespoň jednodenní hospitalizace. Pokud ale prsa budí dojem zvětšené prsní žlázy, ale ultrazvukové vyšetření prokáže, že je prsní žláza pouze změněná v tuk, problém zvládne vyřešit liposukce prsou.